# Umanbui
Umanbui ist ein osttimoresischer Ort im Suco Fatisi (Verwaltungsamt Laulara, Gemeinde Aileu).

## Geographie und Einrichtungen
Der Weiler Umanbui liegt im Norden der Aldeia Umanlau, in einer Meereshöhe von 718 m. Die Häuser liegen weit verstreut. Den Ort durchquert eine Straße, die von der Landeshauptstadt Dili im Norden in die Gemeindehauptstadt Aileu im Süden führt. In direkter Nachbarschaft von Umanbui befindet sich im Norden der Weiler Aildale Hun und etwa einen Kilometer entfernt die nächstgelegene Grundschule im Suco Bocolelo. Südlich liegen an der Straße weitere Weiler in der Aldeia Maubouc.
In Umanbui befindet sich der Sitz des Sucos Fatisi.